# Olaf el Desafortunado
Olaf Gudbrandsson, más conocido como el Desafortunado (en nórdico antiguo: Ólafr úgjæva; en noruego: Olav Ugjæva; fallecido en Århus o Ålborg, Dinamarca, 1169). Fue un pretendiente al trono noruego durante el período de las guerras civiles. Fue proclamado rey por un grupo de sublevados en 1166, pero en 1168 se vio obligado a exiliarse a Dinamarca, donde murió.

## Biografía
Olaf era hijo de Gudbrand Skavhoggsson y de María Øysteinsdotter, una hija del rey Øystein I. Fue criado por Sigurd Agnhatt en la región de Oppland, en el oriente de Noruega. A finales de la década de 1160, Noruega era gobernada por el jarl Erling Skakke durante la minoría de edad de su hijo el rey Magnus V. En 1166, Sigurd Agnhatt y su hijastro Olaf lograron reunir una fuerza en Oppland, y Olaf fue proclamado rey, aprovechando que Erling se encontraba en Dinamarca.
Cuando Erling regresó a Noruega para combatir ese levantamiento, fue atacado por Olaf y sus hombres en una emboscada en Sørum. Erling fue herido y escapó con dificultad. Según las sagas, Olaf fue desafortunado por no poder derrotar a Erling en esa ocasión, y por ello recibió el sobrenombre de el desafortunado.
En 1168, Olaf y sus hombres se aventuraron al sur del Fiordo de Oslo, pero fueron derrotados en la batalla de Stanger, en Våler. Sigurd Agnhatt fue muerto en combate, y Olaf logró escapar y se refugió en Dinamarca. Al año siguiente, enfermó y falleció en ese país. Las sagas discrepan si murió en Århus o Ålborg.